# ヘンリー・ペラム＝クリントン (1750-1778)

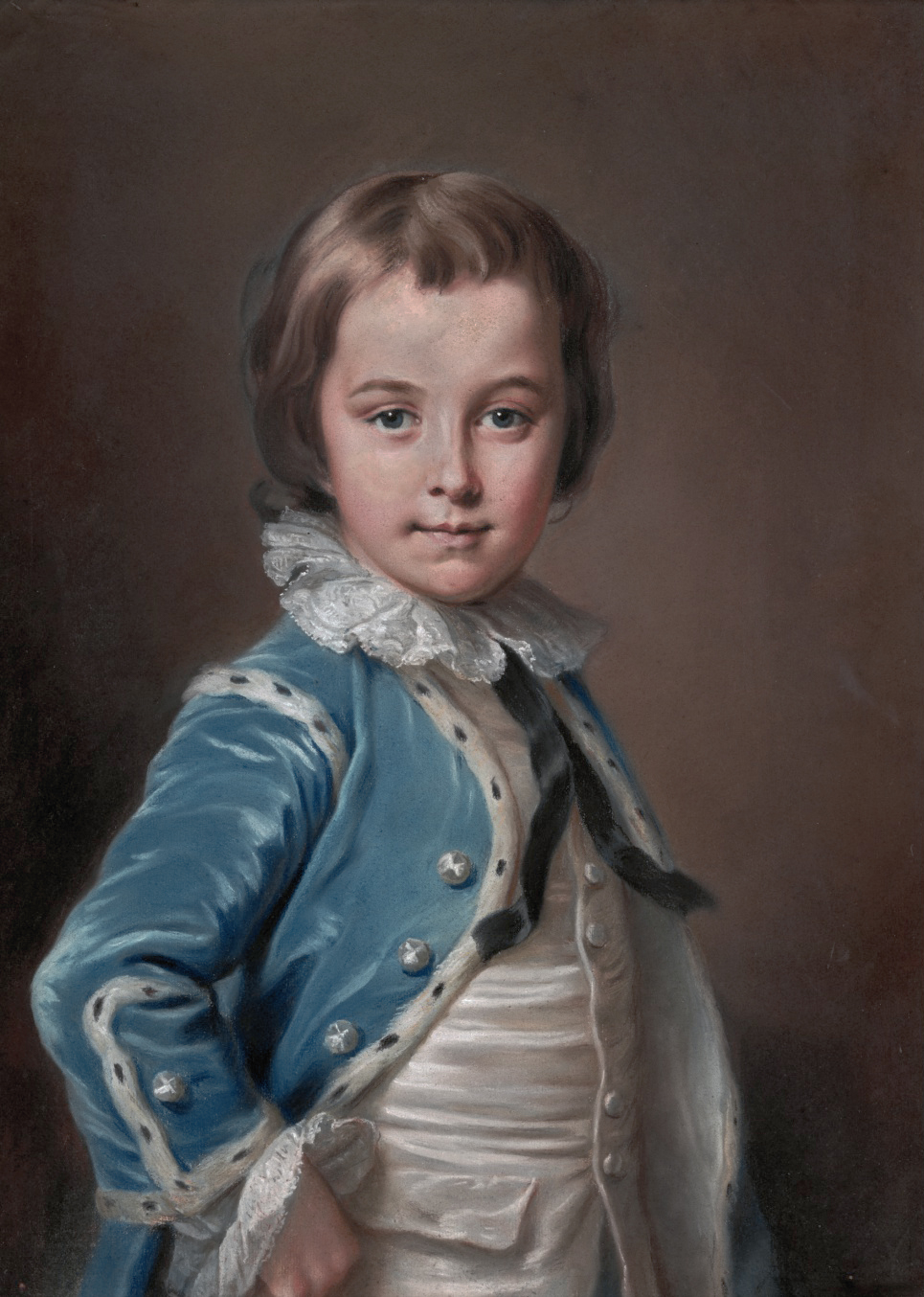
ウィリアム・ホーアによる肖像画、1750年代末。

ヘンリー・ファインズ・ペラム＝クリントン（英語: Henry Fiennes Pelham-Clinton、出生名ヘンリー・ファインズ・クリントン、1750年11月5日 – 1778年10月18日）は、グレートブリテン王国の政治家。1772年から1778年まで庶民院議員を務めた。1752年から1768年までクリントン卿の儀礼称号を、1768年から1778年までリンカーン伯爵の儀礼称号を使用した。

## 生涯
第9代リンカーン伯爵ヘンリー・ファインズ・クリントン（1720年 – 1794年、後の第2代ニューカッスル＝アンダー＝ライン公爵ヘンリー・ファインズ・ペラム＝クリントン）とキャサリン・ペラム（Catharine Pelham、1727年7月24日 – 1760年7月27日、イギリス首相ヘンリー・ペラムの娘）の次男として、1750年11月5日に生まれ、12月3日に洗礼を受けた。1752年に兄ジョージが死去すると、父の法定推定相続人になった。1763年から1767年までイートン・カレッジで教育を受けた。
1772年5月にアルドバラ選挙区で庶民院議員に当選、1774年イギリス総選挙でノッティンガムシャー選挙区に鞍替えして再選した。議会ではノース卿政権を支持したが、演説の記録はなかった。
1774年にロンドンのセント・ジェームズにあるアーリントン街22番地の邸宅を継承、以降死去までそこに住んだ。
1778年10月18日にフランスで死去した。ウェストミンスター寺院に埋葬されたという説があるが、『完全貴族名鑑』第1版では誤りだとしている。

## 家族
1775年5月22日、フランシス・シーモア＝コンウェイ（Frances Seymour-Conway、1751年12月4日 – 1820年11月11日、初代ハートフォード侯爵フランシス・シーモア＝コンウェイの娘）と結婚、1男1女を儲けた。
- キャサリン（1776年4月6日 – 1804年5月18日） - 1801年10月2日、フォルクストーン子爵ウィリアム・プレイデル＝ブーヴェリー（英語版）（後の第3代ラドナー伯爵）と結婚、子供あり
- ヘンリー（1777年12月23日 – 1779年9月23日） - 1778年から1779年までクリントン伯爵の儀礼称号を使用した